# 伊塔皮坦加
伊塔皮坦加（葡萄牙語：Itapitanga）是巴西巴伊亚州的一个市镇。总面积410.422平方公里，总人口10315人，人口密度25.1人/平方公里。